# Nils Göransson Stiernsköld
Nils Göransson Stiernsköld (ur. 12 czerwca?/22 czerwca 1583, zm. 18 listopada?/28 listopada 1627) – szwedzki wojskowy i admirał, znany z dowodzenia w bitwie pod Oliwą.
Syn Görana Claessona Stiernskölda, ojciec Claesa Nilssona Stiernskölda. W 1598 wraz z ojcem był zakładnikiem w Polsce, ale niebawem odzyskał wolność i 1600–1601 walczył w Inflantach po stronie Karola IX. Następnie służył pod dowództwem Maurycego Orańskiego oraz w armii cesarskiej przeciw Turkom. Po powrocie do Szwecji w 1605 ponownie w Inflantach, W 1608 był namiestnikiem Dyjamentu, którego przez rok bronił przed Polakami. W 1610 został poważnie ranny w wojnie z Rosją, mimo to wziął udział w kolejnej wojnie przeciwko Danii 1611–1613. W 1613 został namiestnikiem zamku Jönköping i komendantem prowincji Västergötland, Smalandii i Olandii. W 1617 wszedł do Rady królewskiej. W tym samym roku został wysłany do Inflant jako namiestnik zamku Pernau. W 1619 powrócił do Szwecji, gdzie objął namiestnictwo twierdzy Älvsborg i ponownie komendę w Västergötlandzie. Urzędy te sprawował do 1625, kiedy z nieznanych przyczyn popadł w niełaskę u Gustawa Adolfa i wyjechał do Holandii. W następnym roku pogodził się z królem i został gubernatorem Dorpatu z przyległym terytorium, a w 1627 namiestnikiem zajętej przez Szwedów Piławy. Powierzono mu komendę nad eskadrą szwedzką blokującą port w Gdańsku. Jako admirał dowodził okrętami w bitwie pod Oliwą, w której poniósł śmierć na pokładzie zdobytego przez Polaków galeonu Tigern.